# Sante Cancian
Sante Cancian, all'anagrafe Santo Antonio Cancian (Castello Roganzuolo, 7 gennaio 1902 – Treviso, 21 gennaio 1947), è stato un pittore e illustratore italiano.

## Biografia
Sante Cancian nacque a Castello Roganzuolo, nel comune di San Fior, sulle colline della provincia di Treviso, decimo e ultimo figlio di Antonio, che aveva studiato disegno a Conegliano, e di Maria Bortolon. Dal padre eredita la passione per il disegno.

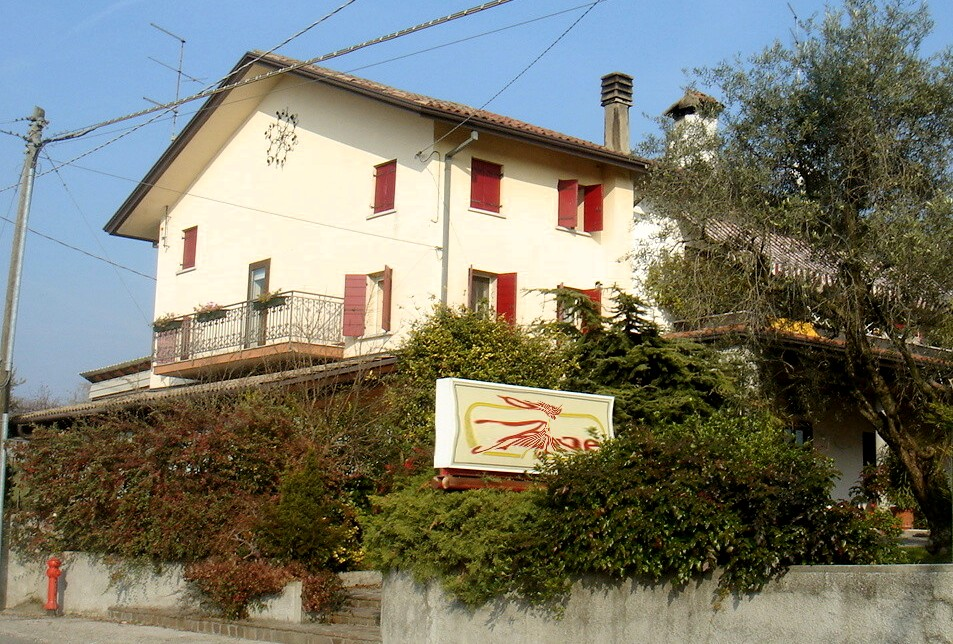
La casa natale di Sante Cancian, in Borgo Gradisca

Sante passò la sua infanzia nel paese natale, abitando in Borgo Gradisca e frequentandovi i primi anni di elementari, fino al 1911. Poi la famiglia si trasferì a Treviso, dove Sante terminò gli studi elementari e frequentò due anni di scuola tecnica. I suoi studi terminarono qui: la sua formazione artistica è di autodidatta.
Dopo la morte della madre nel 1915 e durante le vicissitudini della Grande Guerra, la famiglia di Sante, nel 1918, fu a Genova, luogo verso il quale sembrò avere una certa insofferenza, essendo legato a Treviso e ai luoghi natali. Ritornato nella città trevigiana la sua vera inclinazione lo portò verso le arti visive: iniziò collaborando a Il Cagnan, giornale satirico di Treviso, per il quale produsse numerose caricature.
Nel 1922 fece il servizio militare. Tra 1925 e 1928 compie due fondamentali viaggi: visitò due volte la capitale mondiale dell'arte, Parigi, realizzando, sulla scia dei lavori trevigiani, copiosi schizzi di ambiente parigino.
Nel 1927 morì il padre: le già precarie condizioni economiche di Sante si aggravarono, costretto a cambiare spesso dimora e ad essere ospitato ora qua ora là, tra Treviso e Valdobbiadene. In questi anni provò la condizione disagiata degli artisti, ai margini della società e acclamati solo post mortem: condizione che Sante denunciò. In questo periodo, tuttavia, pur non consentendogli il sostentamento, Sante Cancian fece molte mostre.
Nel 1930 tentò la fortuna, recandosi a Bruxelles, dove visse di stenti per due anni. Di questo periodo dice in lettera all'amico Giuseppe Mazzotti: 
ti assicuro che passare la notte nei caffè di basso ordine, ed il giorno nelle panchine dei parchi sarà forse poetico per qualche volta, ma non è né gaio né igienico, specialmente in un paese come questo, che piove ogni minuto e le case sono senza portici.
Fece così numerosi lavori, anche degradanti, trovando saltuari impieghi soprattutto nel campo pubblicitario. Deluso dal viaggio in Belgio, nel 1931 ritornò a Treviso.
Nel capoluogo trevigiano ebbe il suo successo, con mostre che lo affiancarono al nome di artisti come Arturo Martini e gli diedero fama nel biennio 1933-1934: al punto che il re Vittorio Emanuele III acquistò un suo acquerello e che nel 1934 fu chiamato a esporre alla Biennale di Venezia. All'esposizione veneziana portò opere che incarnavano il vissuto trevigiano. Malgrado la notorietà, la povertà continuò a caratterizzare la vita di Sante, deluso dai modesti proventi delle mostre.
Nel 1936 arrivò il matrimonio, con la nobile Guerrina De Piccoli. La coppia si stabilì a Treviso, dove Sante intensificò la sua attività di pittore e illustratore.
Ma nel 1939 fu chiamato alle armi, per lo scoppio della guerra. Pochi mesi dopo ritornò al lavoro artistico, con viaggi in Friuli e a Milano tra 1941 e 1942. Nel '43 realizzò uno dei suoi più celebri disegni, Galeotto numero 1, caricatura del duce in occasione della caduta del fascismo. Questa caricatura, durante il più drammatico anno della guerra, il 1945, gli creò grandi problemi presso le autorità.
Con la fine della guerra, nella vita di Sante sembrò ritornare una certa serenità: dipinse molto, fece un'importante mostra a Treviso nel '45. Ma fu solo un'illusione: nel 1947 morì prematuramente all'ospedale di Treviso lasciando la moglie incinta. Il 22 giugno del 1947 nacque Sante Cancian Junior che in futuro avrebbe seguito le orme del padre.

## Stile

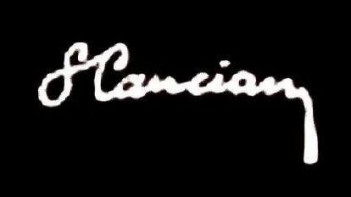
L'autografo di Sante Cancian

Sante Cancian, da autodidatta, improvvisa uno stile proprio, suggestivo nella sua genuinità: egli carpisce figure e scene della quotidianità trevigiana, mettendole su carta per mezzo di matita, carboncino o sanguigna; traccia con l'inchiostro di una penna o abbozza con l'acquerello. 
I caratteri cui si ispira sono quelli trovati nelle osterie, per le strade: questi i suoi modelli. I luoghi che ritrae sono le vie, gli angoli del centro: questa la sua scuola. La sua pittura giovanile è semplice ma laboriosa, ritrae una realtà storica spesso marginale di povertà della gente comune, ma non di miseria.
La sua mano di illustratore lo porta a essere lineare e essenziale in caricature e ritratti, ma anche nei paesaggi, come nella veduta di Borgo Gradisca, luogo della sua infanzia a Castello Roganzuolo, immagine realizzata a carboncino nel 1923. 
Non va dimenticata la sua vasta produzione di manifesti pubblicitari, che spaziano dal liberty dei primi anni al razionalismo della maturità (non va dimenticato che siamo negli anni in cui domina il fascismo e ha grande fortuna il futurismo).
Il pittore di Castello Roganzuolo si oppone al realismo di fine Ottocento, ma non entra a far parte neppure delle avanguardie: è una personalità a sé stante, pur fortemente radicata in un panorama veneto che, tra le due guerre, vede avvicendarsi numerosi artisti dalle esperienze vicine a quella del Cancian.

## Opere

### Illustrazioni su libri
- Mazzotti, Giuseppe, Canti strapaesani, 1930, Vianello, Treviso.
- Mazzotti, Giuseppe, La montagna presa in giro, 1931, Alpinismo Editrice, Torino.
- Mazzotti, Giuseppe, Cento canzoni popolari della Marca Trevisana, 1938, Longo Zoppelli, Treviso.
- Mazzotti, Giuseppe, Treviso, Piave, Grappa, Montello, 1938, De Bastiani, Novara.